# Landébia

Landébia este o comună în departamentul  Côtes-d'Armor, Franța. În 2009 avea o populație de 479 de locuitori.